# بال‌پرنده‌ای هلنا
بال‌پرنده‌ای هلنا (نام علمی: Troides helena) نام یک گونه از تیره پروانه‌های دم‌چلچله‌ای است.

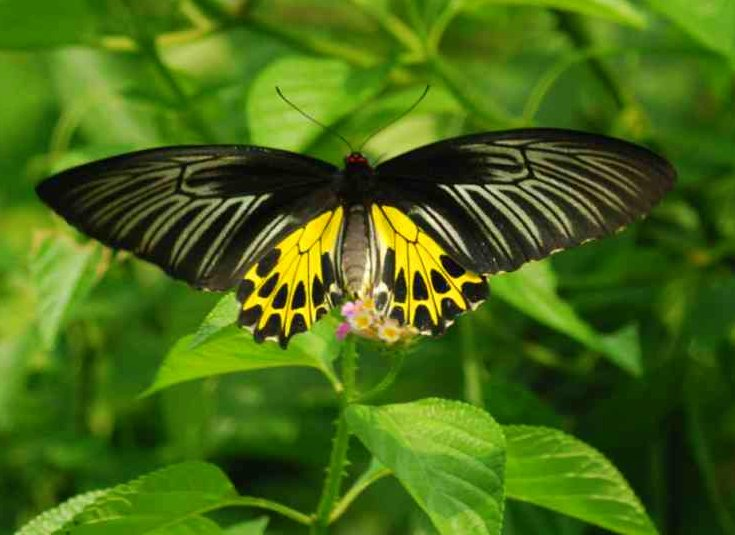
Common Birdwing (সোনাল)01